# New Jersey Devils

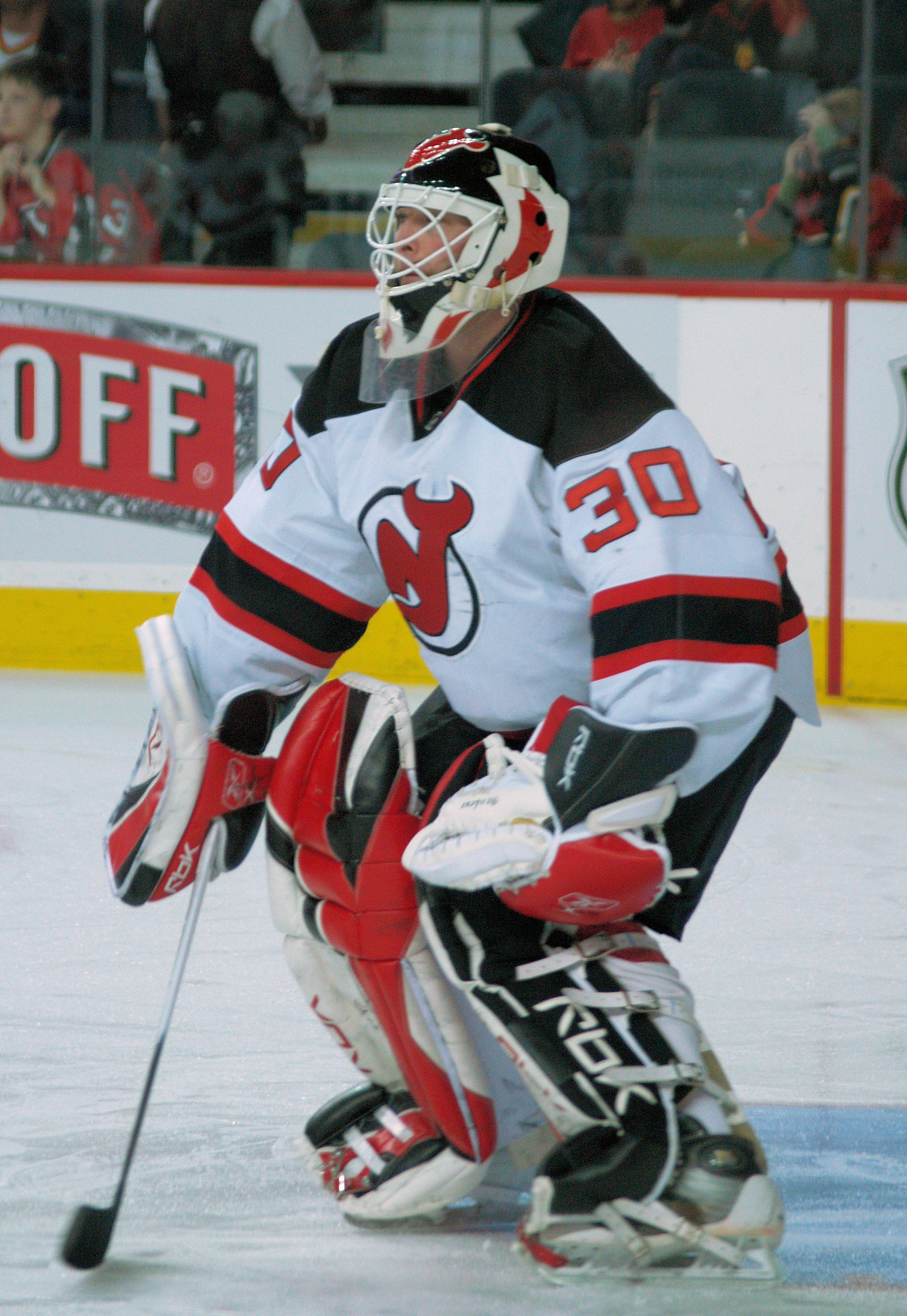
Martin Brodeur, goalkeeper van de New Jersey Devils in 2007

De New Jersey Devils is een ijshockeyteam uit Newark, New Jersey. Ze spelen in de National Hockey League (Atlantic Division, Eastern Conference). Het team speelt hun thuiswedstrijden in het Prudential Center. De franchise is opgericht in 1974. Daarvoor waren ze bekend onder de namen Kansas City Scouts en Colorado Rockies.

## Geschiedenis

### Beginjaren
In 1974 werd de National Hockey League uitgebreid met de Washington Capitals en de Kansas City Scouts. Door tegenvallende prestaties op en buiten het ijs verhuisde het team na slecht twee jaar van speelplaats. De Scouts verhuisden naar Denver, Colorado en ging de Colorado Rockies heten. Er was veel belangstelling van de plaatselijke bevolking, maar ook in Denver werd er op sportief gebied niet veel gepresteerd. Al snel kwamen de geruchten dat het team weer van naam en stad zou veranderen, maar pas in 1982 werd de verhuizing bekendgemaakt. Scheepsbouwer John McMullen kocht de Rockies op en liet ze verhuizen naar New Jersey, ze gingen verder onder de naam New Jersey Devils.
Ook in New Jersey ging het in het begin niet goed: in het eerste seizoen werd slecht zeventien keer gewonnen. Het daaropvolgende jaar begonnen de Devils met een 13-4-verlies tegen de Edmonton Oilers. Wayne Gretzky zei na afloop dat het team de NHL ruïneerde en hij maakte ze uit voor een Mickey Mouse-team.

### Wederopstanding
In New Jersey werden steeds meer jonge spelers aangetrokken, maar dat wierp pas zijn vruchten af in 1988, toen ze voor het eerst de Stanley Cupplay-offs haalden en pas stranden in de Conferencefinale. De Devils haalden in datzelfde jaar de eerste Russische speler ooit in de NHL, die overigens al gescout was in 1983, maar hij mocht toen de Sovjet Republiek niet verlaten van de overheid. In 1989 eindigden ze de competitie buiten de play-offplaatsen om de daaropvolgende jaren zich te plaatsen voor de eindronde, zonder noemenswaardige resultaten. In 1994 werden onder andere Scott Niedermayer en Martin Brodeur gehaald waarna het team gelijk een kandidaat werd voor de eindtitel. Ze verloren echter de Conferencefinale van rivaal New York Rangers in de laatste wedstrijd in de tweede verlenging. Ze hadden echter de smaak van het winnen te pakken en het jaar daarna, 1995, wonnen ze de Stanley Cup door met 4-0 te winnen, een sweep, van de favoriete Detroit Red Wings. De verwachtingen konden de seizoenen daarna niet waargemaakt worden, in 1996 werden de play-offs zelfs niet gehaald. Het team werd ondertussen versterkt door spelers als Patrick Elias, Brian Rafalski, Petr Sykora, Aleksandr Mogilny en Scott Gomez, die werd uitgeroepen tot beste rookie van 2000. In datzelfde jaar verraste de Devils iedereen door de Stanley Cup voor de tweede keer te winnen, dit keer werd de Dallas Stars verslagen. Het jaar daarna werd van de Colorado Avalanche verloren in de finale. In 2002 werd al in de eerste ronde verloren van de Carolina Hurricanes, maar in 2003 werd de Stanley Cup voor de derde keer gewonnen, waardoor de New Jersey Devils een van de succesvolste teams van de afgelopen vijftien jaar is. Ondertussen heeft het team weer een nieuwe thuishaven: in Newark, een paar kilometer van East Rutherford. Hier werken de Devils tegenwoordig hun wedstrijden af in het Prudential Center.

## Prijzen
- Stanley Cup - 1995, 2000 en 2003

- Prince of Wales Trophy -1995, 2000, 2001, 2003 en 2012

## Play-offoptreden
- 2022 - Play-offs niet gehaald
- 2021 - Play-offs niet gehaald
- 2020 - Play-offs niet gehaald
- 2019 - Play-offs niet gehaald
- 2018 - Eerste ronde (Tampay Bay Lightning)
- 2017 - Play-offs niet gehaald
- 2016 - Play-offs niet gehaald
- 2015 - Play-offs niet gehaald
- 2014 - Play-offs niet gehaald
- 2013 - Play-offs niet gehaald
- 2012 - Finale (Los Angeles Kings)
- 2011 - Play-offs niet gehaald
- 2010 - Eerste ronde (Philadelphia Flyers)
- 2009 - Eerste ronde (Carolina Hurricanes)
- 2008 - Eerste ronde (New York Rangers)
- 2007 - Tweede ronde (Ottawa Senators)
- 2006 - Tweede ronde (Carolina Hurricanes)
- 2004 - Eerste ronde (Philadelphia Flyers)
- 2003 - Winnaar (Mighty Ducks of Anaheim)
- 2002 - Eerste ronde (Carolina Hurricanes)
- 2001 - Finale (Colorado Avalanche)
- 2000 - Winnaar (Dallas Stars)
- 1999 - Eerste ronde (Pittsburgh Penguins)
- 1998 - Eerste ronde (Ottawa Senators)
- 1997 - Tweede ronde (New York Rangers)
- 1996 - Play-offs niet gehaald
- 1995 - Winnaar (Detroit Red Wings)

## Spelers

### Huidige selectie
Bijgewerkt tot 1 juni 2023 
| #  | Naam                | Nationaliteit    | Pos. |
| -- | ------------------- | ---------------- | ---- |
| 14 | Nathan Bastian      | Canada           | RW   |
| 70 | Jesper Boqvist      | Zweden           | C    |
| 63 | Jesper Bratt        | Zweden           | LW   |
| 25 | Nolan Foote         | Canada           | LW   |
| 48 | Brian Halonen       | Verenigde Staten | LW   |
| 56 | Erik Haula          | Finland          | LW   |
| 13 | Nico Hischier (C)   | Zwitserland      | C    |
| 10 | Alexander Holtz     | Zweden           | RW   |
| 86 | Jack Hughes (A)     | Verenigde Staten | C    |
| 42 | Curtis Lazar        | Canada           | C    |
| 20 | Michael McLeod      | Canada           | C    |
| 96 | Timo Meier          | Zwitserland      | RW   |
| 91 | Dawson Mercer       | Canada           | C    |
| 18 | Ondrej Palat (A)    | Tsjechië         | LW   |
| 17 | Yegor Sharangovich  | Wit-Rusland      | C    |
| 90 | Tomas Tatar         | Slowakije        | LW   |
| 12 | Tyce Thompson       | Verenigde Staten | C    |
| 44 | Miles Wood          | Verenigde Staten | LW   |
| 88 | Kevin Bahl          | Canada           | D    |
| 33 | Ryan Graves         | Canada           | D    |
| 7  | Dougie Hamilton     | Canada           | D    |
| 43 | Luke Hughes         | Verenigde Staten | D    |
| 6  | John Marino         | Verenigde Staten | D    |
| 5  | Simon Nemec         | Slowakije        | D    |
| 28 | Damon Severson      | Canada           | D    |
| 71 | Jonas Siegenthaler  | Zwitserland      | D    |
| 2  | Brendan Smith       | Canada           | D    |
| 83 | Topias Vilen        | Finland          | D    |
| 45 | Jonathan Bernier    | Canada           | GK   |
| 29 | Mackenzie Blackwood | Canada           | GK   |
| 50 | Nico Daws           | Canada           | GK   |
| 40 | Akira Schmid        | Zwitserland      | GK   |
| 41 | Vitek Vanecek       | Tsjechië         | GK   |

### Bekende (ex-) spelers
- Martin Brodeur
- Patrick Elias
- Zach Parise
- Jamie Langenbrunner
- Rob Niedermayer
- Scott Niedermayer
- Scott Stevens
- Brian Gionta

### Individuele records
- Meeste goals in een seizoen: Brian Gionta, 48 (2005-06)
- Meeste assists in een seizoen: Scott Stevens, 60 (1993-94)
- Meeste punten in een seizoen: Patrick Elias, 96 (2000-01)
- Meeste penaltyminuten in een seizoen: Krysztof Oliwa, 295 (1997-98)
- Meeste punten in een seizoen, verdediger: Scott Stevens, 78 (1993-94)
- Meeste punten in een seizoen, rookie: Scott Gomez, 70 (1999-00)

#### Play-offs
- Meeste goals in een Playy-off seizoen: Claude Lemieux, 13 (1994-95)
- Meeste goals door een verdediger in een Play-off seizoen: Brian Rafalski, 7 (2000-01)
- Meeste assists in een Play-off seizoen: Scott Niedermayer, 16 (2002-03)
- Meeste punten in een Play-off seizoen: Patrick Elias, 23 (2000-01)
- Meeste punten door een verdediger in een Play-off seizoen: Brian Rafalski & Scott Niedermayer, 18 (2000-01, 2002-03)
- Meeste penaltyminuten in een Play-off seizoen: Perry Anderson, 13 (1987-88)

### Teruggetrokken nummers
- 3 - Ken Daneyko (1982-2003)
- 4 - Scott Stevens (1991-2005)
- 27 - Scott Niedermayer (1991-2004)

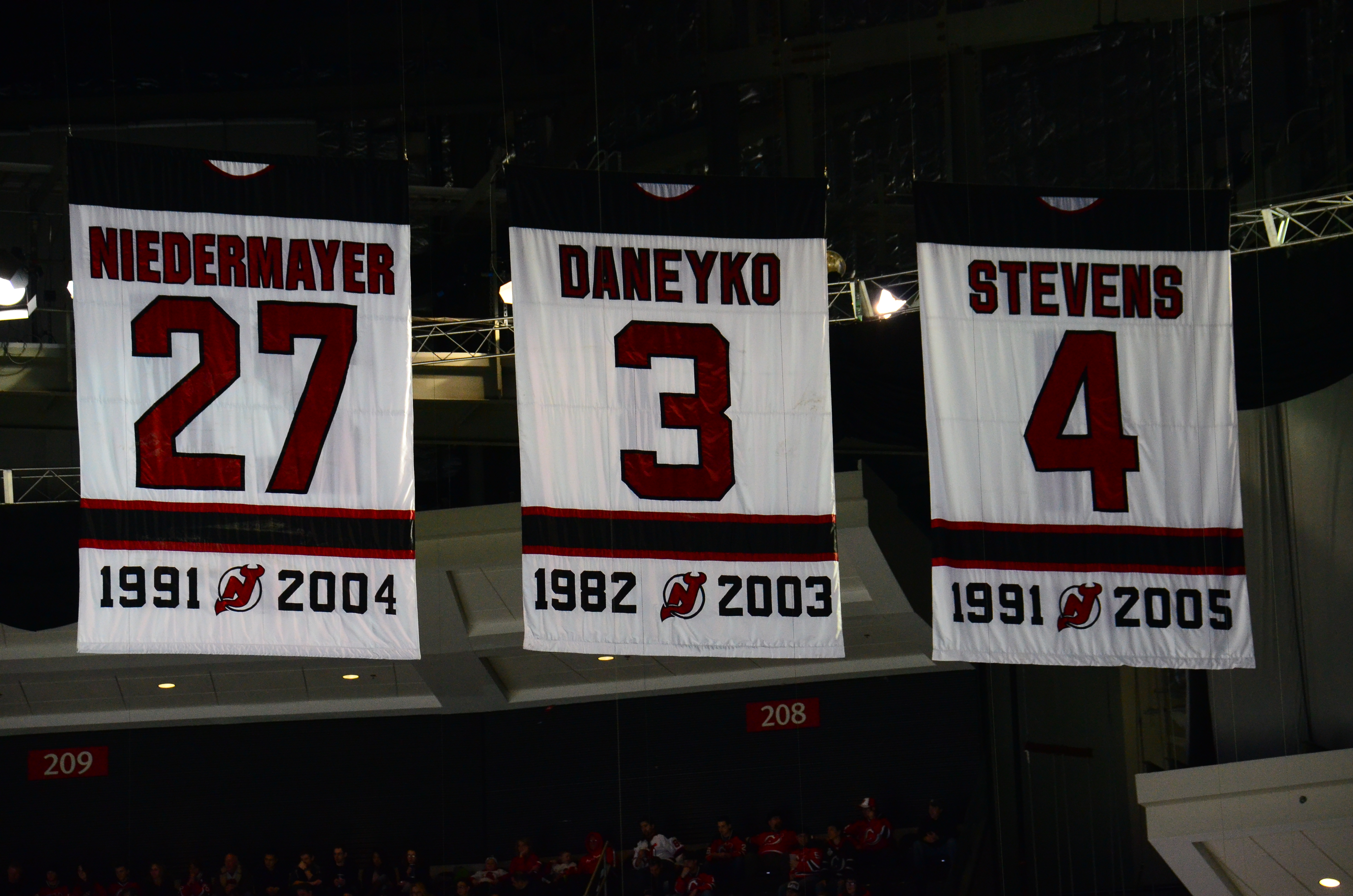
De teruggetrokken nummer van Ken Daneyko, Scott Stevens en Scott Niedermayer

- 99 - Wayne Gretzky (verboden te dragen in de gehele NHL)